# Another Time, Another Place
Another Time, Another Place is een Britse romantische dramafilm in zwart-wit uit 1958 onder regie van Lewis Allen. De film is gebaseerd op de roman Weep No More uit 1955 van Lenore Coffee en werd destijds in Nederland uitgebracht onder de titel De man die ik heb liefgehad.

## Verhaal
Sara Scott is een Amerikaanse oorlogsjournalist die in 1945 ten tijde van de Tweede Wereldoorlog verslag geeft vanuit Londen. Hoewel ze een romance heeft met haar baas Carter Reynolds, begint ze een affaire met de Britse journalist Mark Trevor. Lange tijd kan ze niet tussen de twee mannen kiezen. Wanneer ze uiteindelijk kiest voor Mark, biecht hij op dat hij getrouwd is en een zoontje heeft. Sara vertrekt met een gebroken hart en Mark overlijdt kort daarna plotseling bij een vliegtuigongeluk. 
De rouwperiode valt Sara zwaarder dan verwacht en ze loopt zelfs het risico te worden opgenomen in een psychiatrische inrichting. Carter probeert haar te overtuigen terug te keren naar de Verenigde Staten en aldaar een leven met hem op te bouwen. Sara wil echter de thuisstad van Mark bezoeken voordat ze terugkeert, in de hoop om zijn lot te kunnen accepteren. Ze reist af naar Cornwall en loopt hier plotseling zijn vrouw Kay tegen het lijf. Kay heeft geen idee dat Sara de minnares van haar overleden man is en nodigt haar uit in haar huis. Sara probeert aanvankelijk afstand van haar te houden, maar grijpt tegelijkertijd haar kans om binnenshuis meer te weten te komen over Mark. Het duurt niet lang voordat Sara en Kay een band met elkaar opbouwen.
Carter reist haar achterna en probeert haar nogmaals te overhalen zo snel mogelijk naar de Verenigde Staten terug te keren. Tegen zijn advies in biecht ze uiteindelijk haar ware identiteit op aan Kay. Zij stuurt haar in eerste instantie kwaad en in ongeloof het huis uit. Vlak voordat Sara op de trein stapt, wordt ze door Kay vergeven. 

## Rolverdeling
| Acteur           | Personage       |
| ---------------- | --------------- |
| Lana Turner      | Sara Scott      |
| Barry Sullivan   | Carter Reynolds |
| Raymond Burr     | Walt Radak      |
| Glynis Johns     | Kay Trevor      |
| Sean Connery     | Mark Trevor     |
| Terence Longdon  | Alan Thompson   |
| Sid James        | Jake Klein      |
| Martin Stephens  | Brian Trevor    |
| Doris Hare       | Mrs. Bunker     |
| John Le Mesurier | Doctor Aldridge |
| Cameron Hall     | Alfy            |
| Robin Bailey     | Captain Barnes  |

## Productie
Joseph Kaufman en Lana Turner kozen Sean Connery persoonlijk voor de rol van Mark Trevor; 300 mannen onder wie Connery deden auditie voor de rol. De film werd op locatie in Londen en Cornwall opgenomen. Turner werd regelmatig op de set bezocht door haar vriend, gangster Johnny Stompanato. Op een dag kreeg hij op de set ruzie met Connery en richtte daarbij een pistool op hem; Connery wist deze uit Stompanato's hand te slaan. Toen Stompanato in april 1958 overleed, werd een gerucht verspreid dat Connery hier verantwoordelijk voor is; Connery moest daarop enkele tijd onderduiken.
De draaiperiode was van oktober 1957 tot en met januari 1958. Aanvankelijk zou de film in september 1958 worden uitgebracht, maar de studio versnelde dit proces na het overlijden van Stompanato om te kapitaliseren op de publiciteit rondom zijn dood in april 1958.

## Ontvangst
De film kreeg destijds negatieve reacties van de Nederlandse pers. Recensent van het Algemeen Handelsblad uitte twijfels over de passie van de crew tijdens de draaiperiode en noemde de film "een tobberig gedaan werkje". Criticus van Het Parool noemde Lana Turner "bijzonder onovertuigend" en uitte kritiek op "de verwrongen romantiek" en "de valse gevoeligheid" in de film.